# 池田安喜子
池田 安喜子（いけだ あきこ、明治3年6月8日（1870年7月6日） - 1920年1月19日）は、侯爵・池田詮政の妻（後妻）。久邇宮朝彦親王の三女。母は泉萬喜子。香淳皇后は姪、第125代天皇・明仁（上皇）や常陸宮正仁親王は大甥にあたる。皇族時代の名と身位は安喜子女王。

## 生涯
1890年（明治23年）12月24日、池田章政侯爵の嫡男池田詮政に降嫁した。夫との間に、三男二女を産む。
1909年（明治42年）6月1日、夫：詮政と死別。
1920年（大正9年）1月18日、長男禎政がスペインかぜで早世。安喜子自身も1月19日に逝去。逝去に伴い、多数の皇族が服喪した。
なお、昭和天皇の第4皇女・順宮厚子内親王とその夫池田隆政は、安喜子の血筋を通じて久邇宮朝彦親王の曾孫同士となる。

## 血縁
- 兄弟：（同母）久邇宮邦彦王
  - 姪：香淳皇后
- 義父：池田章政
- 夫：池田詮政
  - 子：
  - （義子）
  - 細川博子（1887年生） - 細川護立侯爵夫人[4]
  - （実子）
  - 烏丸鋠子（1892年生） - 烏丸光大伯爵夫人[4]
  - 六条温子（1892年生）- 六条有直子爵夫人[4]
  - 池田禎政（1895年生） - 第14代当主、早世[4]
  - 池田政鋹（1899年生） - 池田子爵家へ養子[4]
  - 池田宣政（1904年生） - 第15代当主[4]